# Operation Jericho

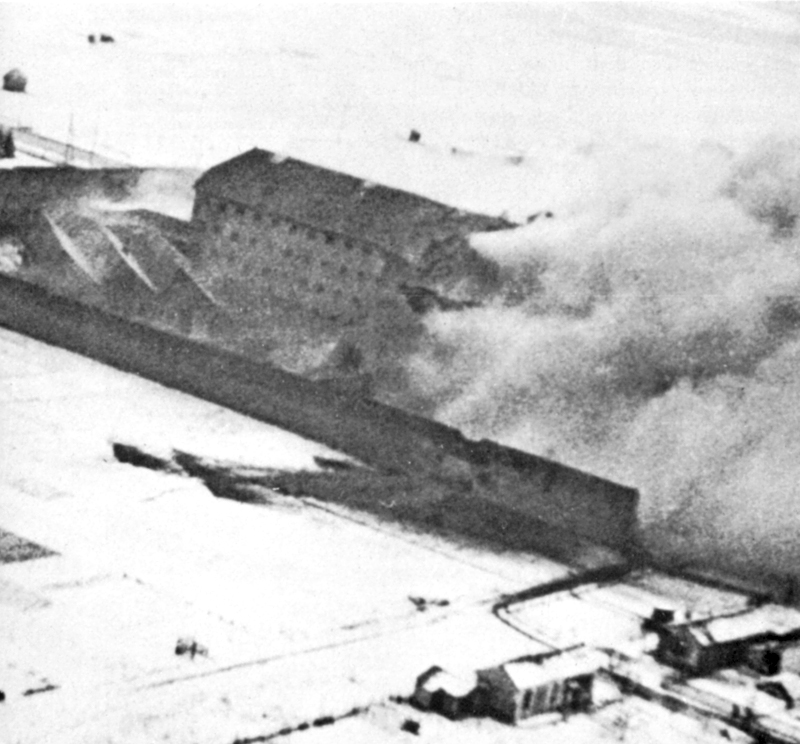
Luftangriff, 18. Februar 1944

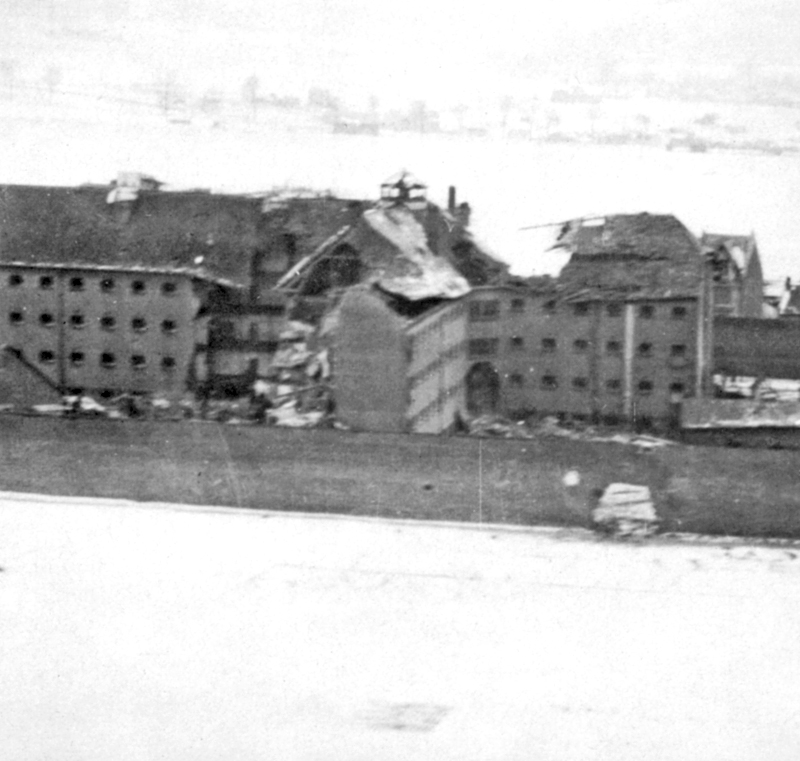
Bombenschäden am Gefängnis (im Vordergrund Loch in der Gefängnismauer)

Die Operation Jericho war ein Luftangriff auf das Gestapogefängnis von Amiens  am 18. Februar 1944 durch die Royal Air Force (RAF). Er war so geplant, dass die Wachmannschaft im Unterkunftsbereich ausgeschaltet würde und Resistancemitgliedern und weiteren Inhaftierten die Flucht gelingen sollte. Dabei wurden 102 Gefangene getötet und von den 258, denen die Flucht gelang, wurde ein großer Teil wieder gefangen genommen.
Der Angriff wurde vom No. 140 Wing der No. 2 Bomber Group der RAF Second Tactical Air Force unter dem Befehl von Group Captain Percy Pickard ausgeführt. Von 18 angreifenden de Havilland DH.98 Mosquito gingen 9 verloren, ferner 12 der begleitenden Hawker Typhoons.
Der Historiker Ducellier widerspricht der britischen Darstellung, dass das Ziel der Operation die Rettung von zum Tode verurteilten Widerstandskämpfern und alliierter Agenten mit kritischen Informationen gewesen wäre. Er sieht den Grund für den Angriff vor allem darin, die Aufmerksamkeit der deutschen Sicherheitskräfte im Zuge der Operation Fortitude von der Normandie fernzuhalten.